# Jerzkowice
Jerzkowice (Duits: Jerskewitz) is een plaats in het Poolse district  Bytowski, woiwodschap Pommeren. De plaats maakt deel uit van de gemeente Czarna Dąbrówka en telt 301 inwoners.

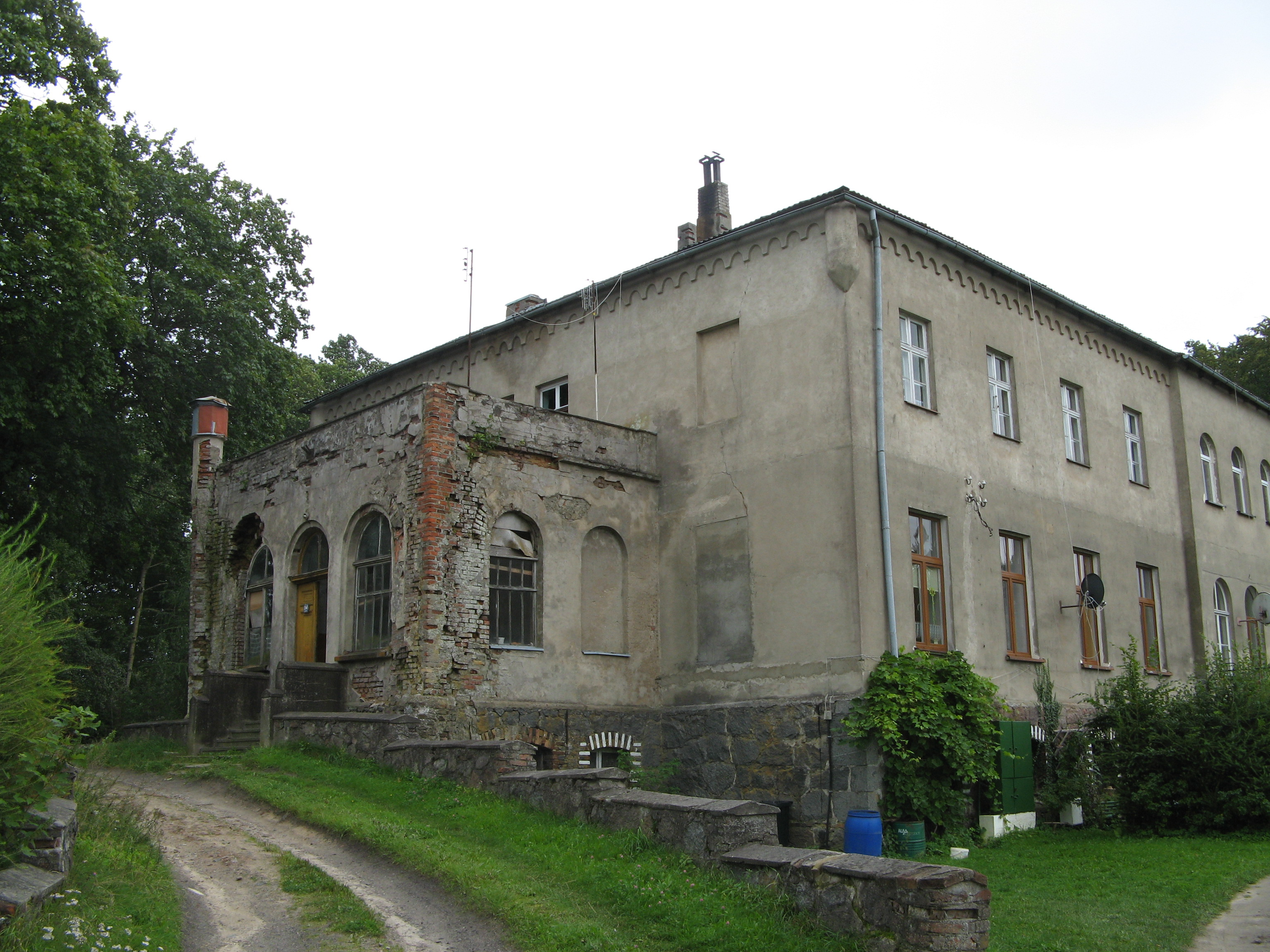
Slot Jerskewitz